# DYS (groupe)
Pour les articles homonymes, voir Dys.
DYS est un groupe américain de punk hardcore, originaire de Boston, dans le Massachusetts.

## Histoire

### Débuts
DYS est formé en 1983 par le chanteur Dave Smalley et le bassiste Jonathan Anastas qui se rencontrent dans un magasin de comics et de disques. Smalley est un étudiant de première année au Boston College, tandis qu'Anastas, 15 ans, avait déjà fondé le groupe éphémère Decadence, dont la chanson Slam figure sur la compilation This Is Boston, Not L.A., et plus tard adopté pour une longue campagne publicitaire MTV intitulée Santa, the Man, the Myth, the Slam Dancer.
DYS tire son nom du Department of Youth Services, une organisation gouvernementale du Massachusetts où les jeunes délinquants sont hébergés, ainsi que de la chanson d'Alice Cooper Department of Youth. Smalley et Anastas sont rejoints par le guitariste Andy Strachan et le batteur Dave Collins. Le groupe sort son premier album Brotherhood, produit par Lou Giordano. Le guitariste principal Ross Luongo intègre le groupe qui sort son deuxième album éponyme, DYS, dans une direction metal et comprend la première power ballad jamais tentée par un groupe de punk hardcore. Au cours de sa période metal, le son live est géré par le producteur de hard rock Andrew Murdock ; l'ancien batteur de SS Decontrol Chris Foley joue avec le groupe, y compris leur dernier spectacle, un showcase pour le directeur exécutif de Elektra Records A&R Michael Alago.

### Séparation
Après la rupture de DYS en 1985, Anastas devient membre fondateur de Slapshot. Dave Smalley chante pour Dag Nasty, ALL et Down by Law[incompréhensible], avant de fonder Don't Sleep. Strachan cofonde le groupe plus rock Slaughter Shack, avant de quitter la musique et de se convertir au sikhisme. Ross Luongo joue de la guitare pour les Jerry's Kids réformés. Les deux albums des années 1980 de DYS sont réédités ensemble sur CD et en format numérique par Taang! Records (intitulé Fire and Ice). Brotherhood reprend les enregistrements de Taang! et ajoute la démo Wolfpack, avec Hüsker Dü dans le chœur.

### Retour
Le 29 août 2010, DYS fait la tête d'affiche du spectacle de réunion de la Gallery East devant plus de 1000 fans, aux côtés d'autres pionniers du punk hardcore de Boston Jerry's Kids, Gang Green et The F.U.'s, Slapshot. La formation de la réunion comprend un guitariste supplémentaire, Bobby Frankenheim (ex-Deathwish), et le batteur Jack Clark des Jerry's Kids et Unnatural Axe. Le concert est enregistré pour le film All Ages: The Boston Hardcore Film, un documentaire sur la scène punk hardcore à Boston dans les années 1980. Un album live sort le 9 août 2011 chez Bridge 9 Records sous le titre More than Fashion: LIVE from the Gallery East Reunion.
Après ce spectacle, et face à l'intérêt des promoteurs pour continuer les spectacles de retrouvailles, Smalley et Anastas forment un Supergroupe avec l'ex-Foo Fighters et guitariste de Scream Franz Stahl, l'ancien batteur de Powerman 5000 Al Pahanish Jr. et le guitariste Adam Porris, qui a joué dans Far From Finished. Ils jouent au Hometown Throwdown en 2010 à la House of Blues de Boston, en ouverture de The Mighty Mighty Bosstones, et en première partie des Dropkick Murphys lors de la Saint-Patrick en 2012. Le groupe fait des sessions d'enregistrement en 2011 et 2012 avec son ancien preneur de son, Andrew « Mudrock » Murdock, à Los Angeles. Les enregistrements de ces sessions sont publiés sous forme de singles numériques de l'automne 2011 à l'automne 2012 chez Bridge 9, le premier étant Wild Card, sorti le 8 novembre 2011, suivi de Sound of our Town avec Dicky Barrett des Mighty Mighty Bosstones invité au chant, sorti le 13 décembre 2011, Unloaded, sorti le 24 janvier 2012, une reprise de (We Are The) Road Crew de Motörhead en février 2012, un remix de Brotherhood (Brotherhood 2012) en juillet 2012 et True Believers en octobre 2012.
Cette formation de DYS donne plus de 50 concerts aux États-Unis et en Europe entre 2010 et 2017. Les principales dates des festivals sont le Rumble Fest 2011 à Chicago, le Sound and Fury Fest 2011 à Santa Barbara, le Black n 'Blue Bowl 2012, le SXSW Festival 2012, le Groezrock 2012, le My Fest 2012 à Berlin, le Tsunami East Fest 2012, le Southeast Beast Fest 2014, le EIPER Fest 2014 et le Resurrection Fest 2017 en Espagne. DYS annonce une série de festivals et de spectacles dans des clubs européens pour l'été 2020 qui est annulée en raison de la pandémie de Covid-19.

## Discographie

### Albums studio
- 1983 : Brotherhood (X-Claim Records)
- 1984 : DYS (Modern Method Records)
- 1991 : Fire and Ice (Taang! Records) (DYS et la démo Wolfpack sur un seul disque)
- 2010 : More Than Fashion: LIVE from the Gallery East Reunion (Bridge Nine Records)

### Singles
- 2011 : Wildcard
- 2011 : Sound of Our Town